# Heteroclytomorpha punctata
Heteroclytomorpha punctata là một loài bọ cánh cứng trong họ Cerambycidae.